# Amor en línea
Amor en línea (estilizado como #amorenlínea) es una serie de televisión chilena transmitida por TVN, el canal del Estado de Chile, y producida por Efe 3 y TVN. Está protagonizada por Ricardo Fernández, Luciana Echeverría, Roberto Farías, Grimanesa Jiménez y Daniela Lhorente. En ocho capítulos, cuenta la historia de amor de Ignacio y Sandra, en tiempos de aplicaciones de citas y redes sociales computacionales.
Con el estreno de Amor en línea, Luciana Echeverría comenzó a aparecer en dos canales simultáneamente, ya que también es parte del elenco de la telenovela Gemelas de Chilevisión.

## Antecedentes
En 2015, la producción ganó fondos del Consejo Nacional de Televisión.
La promoción de la serie se inició en marzo de 2019.

## Argumento
Dos personas buscan el amor en internet: Ignacio (Ricardo Fernández), un hombre recientemente separado, y Sandra (Luciana Echeverría), una mujer con una abuela enferma, y que, por problemas económicos, se muda con un amigo. Ambos vivirán una historia romántica a través de las aplicaciones para celulares.

## Protagonistas
El elenco de la serie está conformado por:
- Luciana Echeverría como Sandra Morales.
- Ricardo Fernández como Ignacio García
- Gastón Salgado como Camilo
- Roberto Farías como Manuel
- Grimanesa Jiménez como Yaya
- Daniela Lhorente como Constanza
- Julio Fuentes como Rubén
- Sofía García como Paula
- Luna Martínez como Josefa García
- Oliver Borner como Matías García
- Camilo Elzo como Bruno
- Alejandro Trejo como Pedro Pablo Morales

## Controversias
La ficción fue programada por la señal pública para los sábados a las 22:30 horas. Ricardo Fernández dijo: 

Es una lástima, porque es un buen horario, pero es el peor día para emitirla. Es una pésima decisión darla un sábado y me da lata que así sea, pero yo no estoy en los pantalones de los ejecutivos. Son tan raras las estrategias de TVN. Es como si las personas que toman esas decisiones no hubieran visto jamás televisión o simplemente quieren seguir en la misma senda de los dos puntos de rating.